# Символ-верую на българската комуна
„Символ-верую на българската комуна“ е публицистично произведение, появило се през 1924 година в препис, направен от Велико Попов, Ботев сподвижник, който сочи за автор Христо Ботев. След Деветосептемврийския преврат от 1944 година е включвано в Ботевите съчинения. Авторството на Ботев е оспорвано с исторически, литературни и езиковедски аргументи от учените Илия Тодоров (през 1991 г.), Мариана Кирова (през 2016 г.) и други.

## История
През ноември 1921 г. по повод на 50-годишнината от Парижката комуна Величко Попов, тогава живеещ в Стара Загора, пише писмо до ЦК на БКП, за да го уведоми, че дарил на местната комунистическа организация две свои фотографии. Споменава също, че през 1887 г. бил дал на Захарий Стоянов свой писмен материал за другаруването си с Христо Ботев, както и препис на телеграма, с която поздравили комунарите в Париж, но в книгата си за Ботев (1888) Захарий Стоянов нарочно не бил напечатал по-важните неща, а някои бил изопачил. Добавя, че сега бил намерил „преписа от Веруюто“ и „почнах да правя и ония бележки по комуната, които Захари Стоянов не е благоволил да напечата“.
След 9 септември 1944 г. Михаил Димитров, член на БКП от 1920 г., пише, че през юни 1924 г. имал среща с Величко Попов, който не могъл да му покаже и даде преписа, но през юли му го изпратил, а през 1925 г. му дал препис и на телеграмата; Димитров ги оставил на друго лице, което загубило телеграмата.
За пръв път текстът излиза през 1934 г. в книгата „Христо Ботев“ от комунистическия деец Георги Бакалов. Той обаче се различава съществено от познатия днес текст. Бакалов пише, че намерил текста в Московския центрархив - твърдение, което по-късно е опровергано от друг комунистически функционер, Михаил Димитров, който пояснява, че това е измислица, „легенда“, измислена от Бакалов, за „да заблуди полицията“. През 1940 г. в сборник, отново подготвен от Бакалов, е публикуван текст на т. нар. „Символ-верую“, различен от първия, в отпечатано в Киев издание на Ботеви творби. Това е близък до сегашния вариант текст, с малко отклонения. Този път Бакалов твърди, че е по препис в сина на Величко Попов.
За интереса на комунистите да бъдат свързвани с името на Ботев говори в писмо до Бакалов още през 1911 г. Ботевия другар Н. К. Судзиловски-Русел. В него той пише: „...Или вас ви ръководи желанието да свържете своята партия с Ботева? Да пренесете върху нея ореола на неговата памет? И това никак не е добро“.
Утвърждаването на тезата за Ботевото авторство става след 1944 година и е дело на Михаил Димитров. Утвърждава се и текст на телеграма, каквато според В. Попов била изпратена от него и Ботев до Парижката комуна (такъв документ не е намерен в архивите на Комуната, което признава и М. Димитров). В условията на тоталитарния режим е невъзможно да се подложи на съмнение автентичността на текстовете.
Симпатиите на Ботев към Парижката комуна и вярата му в идеалите на комунарите са изразени също и в статията му „Смешен плач“ във в. „Дума на българските емигранти“ през 1871 г. и се потвърждават в частност от свидетелствата на Иван Вазов, както посочва Захари Стоянов в своята биография на Ботев.